# Ел Хафиз
Ел Хафиз (арап. الحافظ; око 1076 - 8. октобар 1149) био је једанаести фатимидски калиф. Владао је од 1130. до 1149. године.

## Биографија
Ел Хафиз је наследио свога рођака ел Амира који је убијен 1130. године. Био је то тежак период за Фатимидски калифат, период сплетки, завера, свађа и љубомора на двору. Хафизово право на власт било је спорно јер га ел Амир није именовао за наследника. Због тога је група шиита признавала Амировог сина ел Касима за наследника. То доводи до новог раскола. Ел Хафиз је египтом владао током Другог крсташког рата. Умро је 1149. године. Наследио га је син ел Зафир.